# الجزر المقابلة جغرافيا
الجزر المُقابِلة جغرافيًا (بالإنجليزية: Antipodes Islands) هي أرخبيل نيوزيلندي غير مأهول تقع على بعد 650 كم جنوب شرق جزيرة ستيوارت و 134 ميل عن جزر باونتي.
أُدرج الأرخبيل في قائمة التراث العالمي لليونسكو إلى جانب جزر أخرى من المحيط جنوبي القريب من نيوزيلندا. تشكل الجزر المتقابلة جغرافيًا محمية طبيعية والوصول إليها مقيد.
كان الأرخبيل يُطلق عليه في الأصل «الجزر شبه المقابلة جغرافيًا» (Penantipodes) لأنها الأقرب إلى المقابل الجغرافي لمدينة لندن بالمملكة المتحدة. بمرور الوقت، اُختتُسر الاسم إلى «الجزر المتقابلة جغرافيًا»، مما دفع البعض إلى الاعتقاد بأن مكتشفون الأوروبيين لم يدركوا الموقع الدقيق. مقابلتها الجغرافية الحقيقية إحداثياتها 49°41′N 1°12′W / 49.683°N 1.200°W وتقع على بعد بضعة كيلومترات شرق مدينة شيربورغ-أوكتوفيل الفرنسية.